# Колясниково
Колясниково — деревня в Каслинском районе Челябинской области России. Входит в состав Шабуровского сельского поселения.

## География
Находится на левом берегу реки Багаряк, на расстоянии примерно 51 км к северо-северо-востоку (NNE) от районного центра, города Касли. Абсолютная высота — 210 м над уровнем моря.

## История
Деревня была основана государственными крестьянами в 20-х годах XIX века. Происхождение топонима связано с фамилией одного из первых поселенцев. В период коллективизации, в 1929 году, в деревне был организован колхоз имени Ворошилова. В 60-х годах XX века на землях колхоза размещалась бригада четвертого отделения совхоза имени Свердлова.

## Население
| 2002 | 2010 |
| ---- | ---- |
| 27   | ↘6   |

### Половой состав
По данным Всероссийской переписи, в 2010 году численность населения деревни составляла 6 человек (5 мужчин и 1 женщина).

## Улицы
Уличная сеть деревни состоит из одной улицы (ул. Заречная).